# Jack Murphy
Jack Bernard Murphy (conocido como JB Murphy; Kildare, 22 de octubre de 1999) es un deportista irlandés que compite en ciclismo en las modalidades de pista y ruta. Ganó una medalla de bronce en el Campeonato Europeo de Ciclismo en Pista de 2021, en la prueba de scratch.

## Medallero internacional
| Campeonato Europeo | Campeonato Europeo | Campeonato Europeo | Campeonato Europeo |
| Año                | Lugar              | Medalla            | Competición        |
| ------------------ | ------------------ | ------------------ | ------------------ |
| 2021               | Grenchen (Suiza)   | Medalla de bronce  | Scratch            |